# Teo Ciavarella
 Matteo „Teo“ Ciavarella (* 1960 in San Marco in Lamis; † 15. Mai 2025 in Bologna) war ein italienischer Jazzmusiker (Piano, auch Komposition).

## Leben und Wirken
Teo Ciavarella, der aus Apulien stammte, war Absolvent der DAMS der Universität Bologna und unterrichtete Jazzpiano am Conservatorio Giovanni Battista Martini der Stadt. Des Weiteren hat er im Laufe seiner Karriere mit Jazzmusikern und Stars der italienischen Musikszene zusammengearbeitet, etwa mit Renzo Arbore, Lucio Dalla, Gino Paoli, Gianni Morandi, Tiziano Ferro, Patty Lomuscio und Malika Ayane; außerdem spielte er mit internationalen Künstlern wie Gerry Mulligan, Eddie Gomez (Per Sempre (Forever), 2008), George Garzone, Paolo Fresu und Fabrizio Bosso zusammen und wirkte auch an Theater- und Fernsehprojekten mit Persönlichkeiten wie Lucio Dalla, Paolo Conte, Vinicio Capossela, Gino Paoli und Virginia Raffaele mit. Zu seinen eigenen Plattenproduktionen gehören A Love Supreme (mit Luigi Grasso), Mediterranean Connection und Download the Donkey.
Im Bereich des Jazz war er laut Tom Lord zwischen 1994 und 2020 an 34 Aufnahmesessions beteiligt, u. a. mit der Dr. Dixie Jazzband, mit Francesca Leone (All the Way: The Jimmy Van Heusen Songbook) und Greg Yasinitsky.
Ciavarella starb am 15. Mai 2025 im Alter von 65 Jahren in Bologna.

## Diskographische Hinweise
- Teo Ciavarella Trio: A Metà Strada (AMF, 1997)
- Zeno Odorizzi, Meets Teo Ciavarella Trio: Hotel Esplanade Tergesteo Terme (Java, 1998)
- Teo Ciavarella & Friends: Live In S.Lucia & Beethoven Haus (Jaca, 1999)
- Luigi Grasso & Teo Ciavarella Trio: A Love Supreme (Java, 1999), mit Pasquale Grasso
- Cheryl Porter & Teo Ciavarella Trio: Mina in Black (Panastudio Productions, 2003)